# Extracción de átomos de hidrógeno
La extracción de átomos de hidrógeno o la transferencia de átomos de hidrógeno (HAT) en química es cualquier reacción química en la cual un radical libre de hidrógeno se extrae de un sustrato de acuerdo con la ecuación general: 
X. + H-Y -> X-H + Y.
Los ejemplos de reacciones HAT son reacciones oxidativas en general, combustión de hidrocarburos y reacciones que involucran el citocromo P450 que contiene una unidad de hierro (V) -oxo. El abstractor suele ser una especie radical en sí misma. Un ejemplo de un abstractor de cáscara cerrada es cloruro de cromilo. HAT puede tener lugar a través de la transferencia de electrones acoplados a protones. Un ejemplo sintético se encuentra en las zeolitas de hierro, que estabilizan el alfa-oxígeno.

## Abstracción de hidrógeno no radical
En la literatura se informa que durante la síntesis de un derivado de coelenterazina, se observó una extracción de hidrógeno no radical en un aminoimidazol sustituido en una condición típica de hidroxipilación de Sandmayer.